# 光滑双刃骨螺
光滑双刃骨螺是新腹足目骨螺科双刃骨螺属的一個海螺物種。

## 分布
本物種的种加词源於印度洋島國毛里求斯，而當地的专属经济区亦是本物種的模式產地。見於台湾屏東縣恆春半島，常栖息在潮间带岩礁。